# 埼玉純真短期大学
埼玉純真短期大学（さいたまじゅんしんたんきだいがく、英語: Saitama Junshin College）は、埼玉県羽生市下岩瀬430に本部を置く日本の私立大学。1983年創立、1983年大学設置。大学の略称は埼玉純真短大。

## 概観

### 大学全体
- 埼玉県羽生市に所在する日本の私立短期大学で、設置主体は学校法人純真学園[1]。
- 1983年に埼玉純真女子短期大学として開学。当初は3学科を擁していたが、現在は1学科に規模縮小している。

### 建学の精神（校訓・理念・学是）
- 埼玉純真短期大学の理念
  - 気品・知性・奉仕

### 教育および研究
- 埼玉純真短期大学にはこども学科があり、児童教育や保育者養成に力を入れていることがうかがえる。過去には地元企業と提携し、第二部（夜間部）が設置されていた。

### 学風および特色
- 埼玉純真短期大学は、人間形成を重視した教育が特色とされている。学名変更に伴い、名称から「女子」が外れたが、男女共学ではない。

## 沿革
- 1983年
  - 2月4日 左記を以て文部省[注 2]より短期大学の設置が認可される[注 3]。
  - 4月1日 埼玉純真女子短期大学が以下の学科体制にて開学する[4]。
    - 英語学科 入学定員100名
    - 児童教育学科
      - 初等教育学専攻 入学定員50名
      - 幼児教育学専攻 入学定員50名

    - 幼児教育学科第二部 入学定員50名
- 1983年
  - 5月1日 学生数[5]/定員[6]
    - 英語学科 64[注釈 1]/100
    - 児童教育学科 105[注釈 1]/100
    - 幼児教育学科第二部  51[注釈 1]/50
- 1992年
  - 5月1日 学生数[注 4]/定員
    - 英語学科 397[注釈 1]/200
    - 児童教育学科 344[注釈 1]/200
    - 幼児教育学科第二部  56[注釈 1]/150
- 1999年
  - 5月1日 学生数[9]/定員
    - 英語学科 39[注釈 1]/200
    - 児童教育学科 324[注釈 1]/200
    - 幼児教育学科第二部  78[注釈 1]/150
- 2004年
  - 4月1日 学科、専攻名を以下の通り変更する[10]。
    - 英語学科　→　英語コミュニケーション学科
    - 児童教育学科　→　こども学科
      - 初等教育学専攻　→　こども学専攻
      - 幼児教育学専攻　→　乳幼児保育専攻

  - 幼児教育学科第二部　→　乳幼児保育学科第二部
  - 同 この年度をもってこども学科の各専攻課程毎の学生募集を最終とする[注 5]。
- 2005年
  - 4月1日 学科の入学定員を以下の通り変更する[11]。
    - こども学科 100→150
    - 英語コミュニケーション学科 100→50
- 2006年
  - 3月31日 左記をもってこども学科の各専攻課程を正式に廃止とする[12]。
  - 4月1日 英語コミュニケーション学科の学生募集を最終とする[注 6]。
- 2007年
  - 4月1日 設置者名を旧来の学校法人福田学園から学校法人純真学園に改称[13]。
  - 同 埼玉純真短期大学に大学名改称[13]。
  - 同 乳幼児保育学科第二部の学生募集を最終とする[注 7]。
- 2008年
  - 3月31日] 左記をもって英語コミュニケーション学科を正式に廃止とする[14]。
- 2009年
  - 財団法人短期大学基準協会の第三者評価適格認定を受ける。
- 2010年
  - 3月31日 左記をもって乳幼児保育学科第二部を正式に廃止とする[15]。
- 2011年
  - 4月1日 こども学科の入学定員を150→120に減員[16]。
- 2014年
  - 4月1日 こども学科の入学定員を120→150に再増員[17]。

## 基礎データ

### 所在地
- 埼玉県羽生市下岩瀬430番地

### 交通アクセス
- 東武伊勢崎線羽生駅下車。スクールバスもしくは朝日バスHN02・04系統埼玉純真短期大学経由イオンモール羽生行き路線バス（2024年1月1日以降）で10分、徒歩で約15分。

### 象徴
- 右記資料にあり[18]。

### 組織

#### 学科
- こども学科 入学定員150名[1]

##### 過去の学科体制
- 英語コミュニケーション学科 入学定員50名[注 8]
- 児童教育学科
  - 初等教育学専攻 入学定員50名[注釈 2]
  - 幼児教育学専攻 入学定員50名[注釈 2]
- 幼児教育学科第二部 入学定員50名[注 9]

#### 専攻科
- なし

#### 別科
- なし

#### 取得資格について
- こども学科で取得できる資格・免許状
  - 保育士
  - 幼稚園教諭二種免許状
  - 小学校教諭二種免許状（平成26年度入学生まで）
  - 図書館司書が取得できた。
  - 司書教諭が取得できた。
- 過去にあった英語コミュニケーション学科では中学校教諭二種免許状（英語）が設けられていた[19]。

### 研究
- 埼玉純真女子短期大学『研究紀要』[20]
- 『(軽度)発達障害の幼児童に対する特別支援力養成のための教育職員再教育プログラム-社会人の学び直しニーズ対応教育推進プログラム委託業務成果報告書 平成19年度-』[21]

### 教育への取組
- GP（Good Practice）事業
  - 文部科学省の平成19年度「社会人の学び直しニーズ対応教育推進プログラム」において、軽度発達障がい幼児童に対する特別支援力養成のための教育職員再教育プログラムが採択されている。

## 学生生活

### 部活動・クラブ活動・サークル活動
- 埼玉純真短期大学のクラブ活動
  - 体育系：バスケットボール・バドミントン・テニス・バレーボール・卓球・ソフトボールほか
  - 文化系：手話・茶道・華道・演劇ほか

### 学園祭
- 埼玉純真短期大学の学園祭は「純真祭」と呼ばれる。  
  - 2009年までは概ね11月に行われていた。
  - 2010年は4月に行われ、以降も同様の予定であったが、東日本大震災のため2011年（平成23年）は10月に開催。

## 地域活動
- 羽生市や埼玉県などと共に、教員・学生による積極的な地域活動を展開している。特に、発達障害児の教育を中心とした特別支援教育の推進に取組んでいる。
- 羽生市学びあい夢プロジェクト
  - 埼玉純真短期大学を含め、県立学校（高等学校等）、中学校、小学校、幼稚園、保育所、児童福祉施設、および関係教育機関が連携して教育交流を推進し、幼児･児童・生徒・学生の学びを広げ、健やかな成長を図る」ことを目的として事業展開を試みており、夏季には、オープンカレッジと称した公開講座を、地元市民を対象に開講している。
- 子ども大学はにゅう
  - 埼玉県教育委員会、羽生市教育委員会と共同で、小学校高学年を対象とした子ども大学を開講している。

## 対外関係

### 姉妹校
- 純真学園大学
- 純真短期大学
- 純真高等学校